# 奈良光枝
奈良 光枝（なら みつえ、1923年（大正12年）6月13日 - 1977年（昭和52年）5月14日）は、昭和時代の歌手。本名は佐藤 みつえ。美貌の歌手として知られた。

## 経歴
青森県弘前市出身。弘前高等女学校（現：青森県立弘前中央高等学校）卒業後、兄の学友であった作曲家の明本京静の薦めで東洋音楽学校に進学。病弱であったためクラシックやオペラを断念し、この事を明本に相談したところ、「マイクロフォンを使う歌手なら大丈夫」と助言を受け、1940年（昭和15年）3月、コロムビアのテストに合格し、16歳で専属歌手となる。同年6月に「胡弓哀歌」を吹き込むが、検閲により発売禁止になる。二作目の「南京花嬌子」で流行歌手としてデビューする。目立った作品は少なく、軍の病院などを慰問する生活中心であった。1942年（昭和17年）、ヒットがでない娘の将来を憂いた父親の嘆願で、作曲家の古賀政男門下となってから、藤山一郎とデュエットした映画「青空交響楽」の主題歌「青い牧場」が初ヒット。当初この曲は映画に主演した杉狂児と朝雲照代がレコーディングしたが、検閲当局（内務省警保局）から「（杉の）ヤギの鳴き声がふざけていてイカン」とのことで発売できずに、戦地慰問から帰国していた藤山と古賀門下となった奈良に「お鉢がまわってきた（待ち望んでいた役割の指名を受けた）」。
戦後、千葉泰樹監督に美貌を認められ大映映画「或る夜の接吻」の主役に抜擢され、共演した若原雅夫とのキスシーンが話題となったが、実際の映画には、飛んできた傘が二人のくちづけを隠すという手法が用いられ、GHQの不満を買うという結果を生んだ。主題歌の「悲しき竹笛」は大ヒットとなり、デュエットした近江俊郎もスターダムにのし上げた。近江とのコンビはその後も続き、「愛の灯かげ」「新・愛染かつら」とヒットが続く。他にも「雨の夜汽車」「青い山脈」「赤い靴のタンゴ」などのヒットを放ち、人気投票では常に上位にランクインするほどのトップスターとなった。
NHK紅白歌合戦に9回連続出場している（詳細は下記参照）。
映画でも活躍し、「踊る竜宮城」「シミキンの忍術凸凹道中」「七変化狸御殿」など音楽映画では欠かせない存在であった。「修道院の鐘」では修道女として主演している（歌うシーンは無し）。

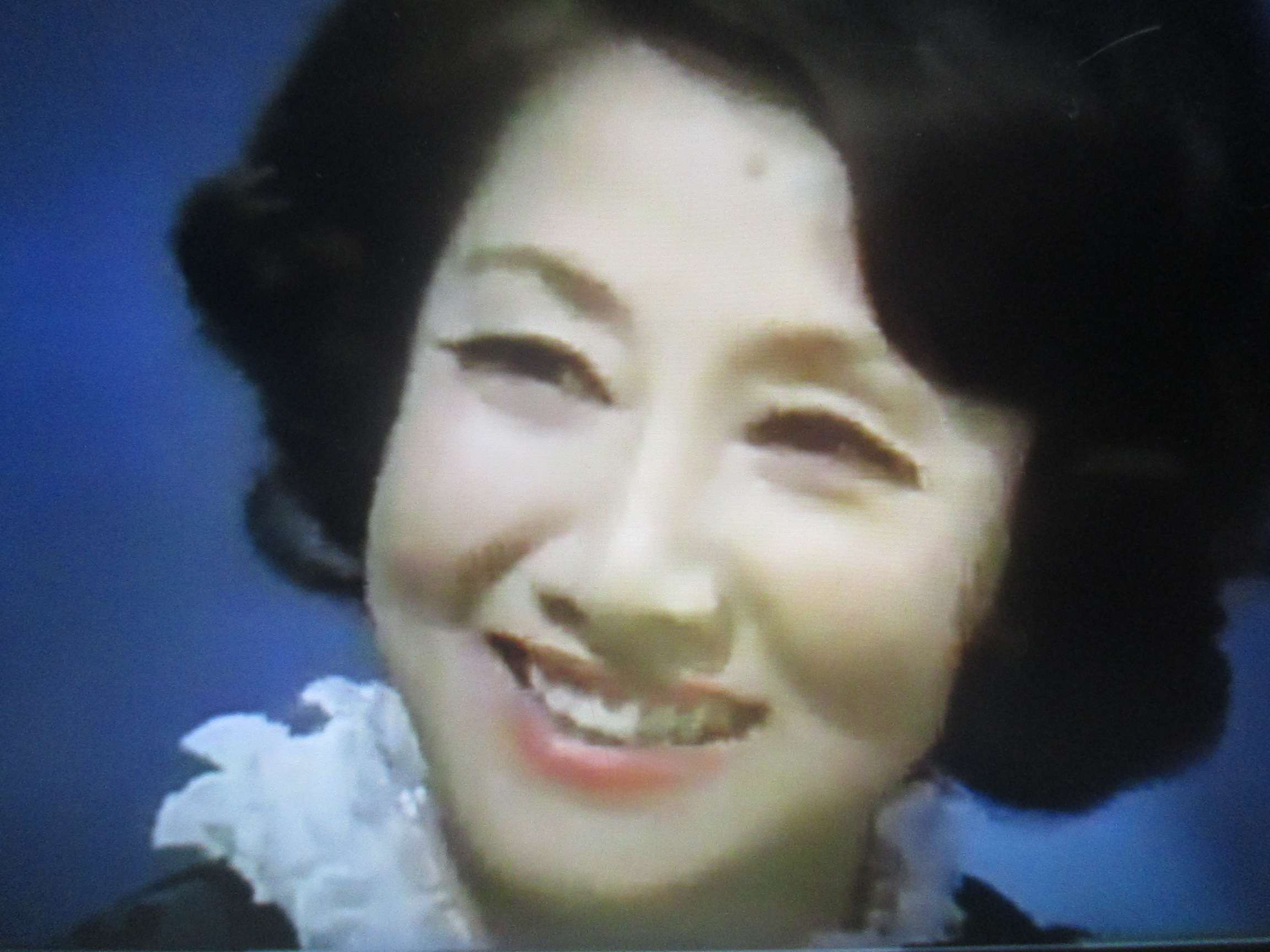
1973年 50歳の奈良光枝

1948年（昭和23年）、NHKのプロデューサー佐藤邦彦と結婚。
一人息子の克彦は、父の実家の旅館を継ぐために熊本へ出かけている。
結婚後もテレビやステージで活動を続けたが、1976年（昭和51年）夏に体調を崩し、療養生活に入る。1977年5月14日、癌性腹膜炎のため、入院先の聖路加病院で死去。53歳没。後日、コロムビア文芸部葬が青山斎場で執り行われた。　
1978年7月9日放送「第九回 郷愁の歌まつり」における亡き人を偲ぶコーナーでは、奈良光枝も紹介され由紀さおりが「悲しき竹笛」を歌唱した。

## 代表曲

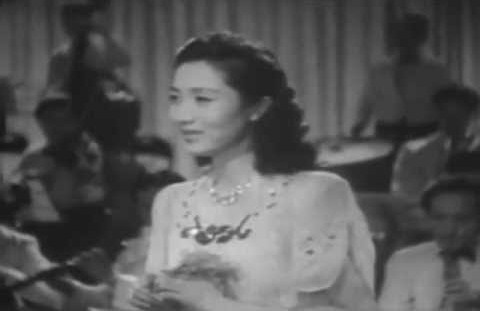
「雨の夜汽車」を歌う奈良（1948年）

- 「南京花嬌子」(1940年10月20日発売) ― デビュー曲。
- 「翡翠の曲」(台詞：轟夕起子、1942年12月20日発売）－東宝映画「阿片戦争」主題歌。
- 「故郷の花」(1942年12月20日)
- 「青い牧場」(共唱：藤山一郎、1942年12月25日発売)－大映映画「青空交響楽」主題歌。
- 「こだま」(1943年6月20日発売)
- 「勝利の日まで」(共唱：波平暁男、近江俊郎、志村道夫、高倉敏、菅沼ゆき子、池真理子、渡辺一恵、1945年1月発売）－東宝映画「勝利の日まで」主題歌。
- 「祖国の花」(共唱：轟夕起子、真木絢代、渡辺一恵、東海林壽代、1945年1月発売）－東宝映画「勝利の日まで」主題歌。
- 「乙女舟」(共唱：霧島昇、1946年5月20日発売)－大映映画「或る夜の接吻」主題歌。
- 「悲しき竹笛」(共唱：近江俊郎）－「乙女舟」のB面だったが、A面よりもヒットした。
- 「雨の夜汽車」(1948年9月発売）－ソロでの初ヒット曲で、奈良はこの曲を生涯大切にしたという。
- 「新愛染かつら」(共唱：近江俊郎、1948年11月15日発売)－大映映画「新愛染かつら」主題歌。
- 「愛の灯かげ」(共唱：近江俊郎、1948年12月20日発売)－新東宝映画「愛よもういちど」主題歌。
- 「あの日の夢」(1949年1月発売）
- 「青い山脈」(共唱：藤山一郎、1949年3月10日発売)－東宝映画「青い山脈」主題歌。彼女最大のヒット曲。
- 「恋の山彦」(1950年5月20日発売)
- 「赤い靴のタンゴ」(1950年6月15日発売）－有名なイギリス映画『赤い靴 (映画)』をモチーフにして作られた曲[3]。後年、「サバの女王」などで1970年代に日本でも人気を集めたグラシェラ・スサーナもカバーするなど、この曲をレバートリーしている後輩歌手は数多くいる。ソロヒットのなかでは一番の代表作。
- 「佐々木小次郎旅姿」(共唱：伊藤久男、1950年12月発売）－東宝映画「佐々木小次郎」主題歌。
- 「白いランプの灯る道」(1951年1月15日発売)
- 「母待草」(台詞：水谷八重子、岸恵子、北村克己、1951年8月発売）－松竹映画「母待草」主題歌。
- 「夢と知りせば」(共唱：近江俊郎、朗読：木暮実千代、1951年12月発売)－松竹映画「夢と知りせば」主題歌。
- 「りんどうの丘」(1952年1月発売）
- 「白樺の宿」(1952年8月発売)－初出場の第3回NHK紅白歌合戦の時に披露した曲。
- 「女ごころの赤い鳥」（1953年3月20日発売）
- 「夕べ仄かに」（1953年3月15日発売）
- 「秋草の歌」（1954年2月10日発売）
- 「嘆きの夜曲」（1956年3月発売）－1932年2月、関種子によってヒット。佐伯亮が編曲した。
- 「シクラメン咲けど」(1955年3月発売)－大映映画「暁の合唱」主題歌。
- 「由起子はいつも」(1955年4月発売）－NHK連続放送劇「由起子」主題歌。
- 「なぎさの唄」(1956年3月発売)

## NHK紅白歌合戦出場歴
| 1953年（昭和28年）/第3回 | 白樺の宿           | ディック・ミネ |
| 1953年（昭和28年）/第4回 | 赤い靴のタンゴ     | 灰田勝彦       |
| 1954年（昭和29年）/第5回 | 白いランプの灯る道 | 真木不二夫     |
| 1955年（昭和30年）/第6回 | 由起子はいつも     | 津村謙         |
| 1956年（昭和31年）/第7回 | 白いランプの灯る道 | 近江俊郎       |
| 1957年（昭和32年）/第8回 | 白樺の宿           | 津村謙         |
| 1958年（昭和33年）/第9回 | 晴着のかげに       | 三浦洸一       |
| 1959年（昭和34年）/第10回 | 山鳩の啼く駅       | 三浦洸一       |
| 1960年（昭和35年）/第11回 | ばら色の雲にのせて | 三波春夫       |
| - このうち、第6回・第7回・第8回・第9回・第10回はラジオ中継による音声が現存する。 - 第5回は冒頭から約1時間ほどのラジオ中継の音声が現存し、奈良の前に歌った岡本敦郎・宮城まり子と奈良の後に歌った江利チエミの音声が数年前にもNHKのラジオ番組で紹介されていることから、奈良の歌の音声も（紹介はされていないが）現存するものと思われる。 - 第10回は2009年4月29日放送のNHK-FM『今日は一日“戦後歌謡”三昧』の中で奈良の歌も含め全編が再放送された（音声はモノラル）。 |                    |                |